# 마왈리
아랍인과 같은 무슬림이었지만 사실상 아랍인들보다 낮은 대우를 받은 사람들이다. 특히 페르시아인들은 종교나 문화 변경 등이 가능하긴 했으나 나름대로 강한 정체성을 가지고 있었고 상대적으로 숫자가 너무 많아 학살이나 동화가 어려워서 아랍인보다는 마왈리가 되었다. 그리고 마왈리가 된 페르시아인들은 대다수가 프로코피우스나 벨리사리우스가 학살을 당하기 위해 존재한다고 비웃은 동방 징집병과 차이가 없어졌다. 

## 기원
중동의 아랍인들은 비록 숫자는 매우 적으나 농경민들에 대한 완벽한 방패인 사막이라는 환경을 기반으로 세력을 불렸다. 이슬람은 아랍인들에게 하찮은 수준을 넘어선 귀족을 선물했고 아랍 귀족들은 근처 유목민들이나 농경민들을 정복하여 아랍인 정체성 형성을 가속화하였다. 결국 귀족들의 지휘 아래에 아랍인들은 전면적인 정복에 나섰으며 정복을 지휘한 쿠타이바 이븐 무슬림 같은 아랍 귀족들은 학살과 동화를 통하여 정복된 주변 거주민 절반을 아랍인으로 바꾸고 모스크를 건설했다. 그 과정에서 아랍인들은 무슬림이 된 비아랍인을 무슬림인 아랍인이나 비무슬림 아랍인보다 낮은 2~3등 국민화시키고 무슬림이 아닌 비아랍인을 거의 노예 취급하였는데 무슬림이 된 비아랍인들에게 마왈리란 신분이 내려졌다.

## 역사
이들은 아랍인들과 함께 정복 전쟁에 참전해 동로마나 당나라와 싸웠으나 개종을 해도 아랍인들에 비해 월급을 적게받거나 고기방패처럼 운용되는 하급 군인들처럼 직업 선택의 제한이 있고, 지조와 인두세를 내는 차별이 있어서 마왈리들은 시아파와 힘을 합하여 우마이야 왕조를 위협하게 되었다. 마왈리들과 비무슬림 아랍인, 다른 유목민들은 우마이야 왕조를 끊임없이 위협했고 결국 우마미야 왕조는 멸망했다. 이 과정에서 아바스 왕조는 마왈리에 대한 차별이 멸망의 주요한 원인 중 하나라고 생각하였고 이들에 대한 차별을 철폐하였다. 

## 같이 보기
- 봉건제
- 중세
- 엘리트주의
- 신분
- 사회 계층